# Gornji Slaveči
Gornji Slaveči so naselje v Občini Kuzma.

### Zgodovina
V Gornjih Slavečih živi romska etnična skupnost. Slavečki Romi so se sem priselili iz Serdice. Slavečki Romi so daleč naokrog znani kot Haminovi.
Na gornjih slavečih je tudi športno rekreacijski center „Slavček” ki ima igrišce ter ekipo za mali nogomet. V stavbi se odvijajo različna tekmovanja kot so kartanje, pikado…
Pod rekreacijskim centrom je okrepčepčevapnica s hitro prehrano Rak, katera je bila leta 2018 po izboru bralcev Sobotainfo izbrana za restavracijo z najboljšim hamburgerjem.
Gornji Slaveči imajo evangeličansko cerkev kamor zahajo veliko prebivalcev.
Na Gornjih Slavečih deluje tudi prostovoljno gasilsko društvo, ki je bilo ustanovljeno leta 1924.
Kot zanimivost imajo tudi znamenito turistično točko Cilino ižo, ki obiskovalcem nudi ogled. 
Gornji Slaveči imajo tudi kapelo, ki se imenuje „kapela srca jezusovega”.
Tam imajo tudi nekaj mladih športnih upov kot je Luka Filip, ki je na olimpijskem festivalu evropske maldine z svojimi sotekmovalci v mešani ekipi v smučarskih skokih priboril 1. mesto. Poleg njega pa tudi Gal Časar, ki tekmuje v skif karate-do -ju in je tudi v svoji kategoriji osvojil naziv državnega prvaka.

## Prireditve
- Borovo gostüvanje, leta 1923, 1959, 1972 in 1986.

## Zanimivosti
Ime vasi izhaja iz besede slavček.